# Осташевський Олексій Сергійович
Олексі́й Сергі́йович Осташе́вський (1 червня 1991 — 1 лютого 2015) — молодший сержант Збройних сил України, учасник російсько-української війни.

## Життєвий шлях
Закінчив криворізьку ЗОШ, професійний транспортно-металургійний ліцей, помічник машиніста електровоза. У 2010—2011 роках служив в лавах ЗСУ, механік танка. Працював у криворізькому вагонному депо «Мудрьона», молодий слюсар з ремонту рухомого складу. Мобілізований на початку серпня 2014-го, командир танка, 17-та окрема танкова бригада. Колектив депо придбав йому бронежилет.
1 лютого 2015-го між селами Троїцьке та Санжарівка на позицію, яку обороняли підрозділ 128-ї окремої гірсько-піхотної бригади — приблизно 60 бійців та 2 танки 17-ї танкової бригади, вийшло близько 10 одиниць бронетехніки терористів — танки, БТР, МТ-ЛБ, «Урали» з зенітними гарматами, значні сили піхоти. Українська артилерія знищила одну бронемашину та «Урал», 4-5 танків продовжили атакували позиції. Екіпаж молодшого сержанта Осташевського ліквідував один ворожий танк, решта підійшли впритул, в окопах почалися рукопашні сутички. Танк Осташевського підбито протитанковою керованою ракетою, загинув екіпаж танка: молодший сержант Олексій Осташевський, молодші сержанти Василь Денисюк та Костянтин Ткачук. Командирський люк був відкритий, через нього внаслідок вибуху Осташевського викинуло із башти до 30 метрів, Ткачук та Денисюк згоріли у машині. Позицію було утримано українськими військовими, захоплено справний російський танк Т-72 та полонено контуженого механіка-водія.
Без Олексія лишились дружина та донька.
Ідентифікований за тестами ДНК. Похований в місті Кривий Ріг 17 квітня 2015-го, кладовище «Центральне».

## Нагороди та вшанування
За особисту мужність і героїзм, виявлені у захисті державного суверенітету та територіальної цілісності України, вірність військовій присязі під час російсько-української війни, відзначений — нагороджений
- орденом «За мужність» III ступеня (посмертно)
- на місці загибелі екіпажу встановлено пам'ятний знак
- в ЗОШ, котру закінчив Олексій, встановлено меморіальну дошку його честі